# Правомочие
Правомо́чие — юридическая возможность для субъекта права осуществлять определённые действия или требовать определенных действий (бездействия) от другого субъекта.
Содержание понятия правомочие существенно зависит от отрасли права, в котором оно используется.
В гражданском праве можно выделить три существенных правомочия субъекта:
- правомочия на собственные действия, означающего возможность самостоятельного совершения субъектом фактических и юридически значимых действий;
- правомочия требования, представляющего собой возможность требовать от обязанного субъекта исполнения возложенных на него обязанностей;
- правомочия на защиту, выступающего в качестве возможности использования различных мер защиты или требования использования государственно-принудительных мер в случаях нарушения субъективного права.[1]

Не следует путать правомочие с правоспособностью.
В системе гражданских правоотношений типичными примерами правомочий являются:
- Владение
- Пользование
- Распоряжение,

которые в совокупности, применительно к вещному праву, образуют правовую конструкцию права собственности.